# Biflustra paulensis
Biflustra paulensis is een mosdiertjessoort uit de familie van de Membraniporidae. De wetenschappelijke naam van de soort is, als Acanthodesia paulensis, voor het eerst geldig gepubliceerd in 1937 door Marcus.